# Paul Dardé
Paul Dardé, född 4 juli 1888  Olmet i departementet Hérault, död 1963  i Lodève i departementet Hérault, var en fransk skulptör.
Paul Dardé utbildade sig främst på egen hand, men influerades av Auguste Rodin. Hans små originella figurer väckte tidigt uppmärksamhet, men han blev även känd genom sin kolossalstaty Faun (1921). Dardé var även verksam som tecknare och målare.

## Offentliga verk i urval
- Minnesmärke över de döda i Soubès
- Getmannen, Vizilles slottspark
- Minnesmärke över de döda i Lodève
- Minnesmärke över de döda i  Saint-Maurice-Navacelles
- Minnesmärke över de döda i  Bousquet-d'Orb
- Minnesmärke över de döda i  Clermont-l'Hérault
- Minnesmärke över de döda i  Limoux (1924)
- L'Homme Primitif, 1931, Musée national de Préhistoire i Les Eyzies-de-Tayac-Sireuil